# Bombylius pulcher
Bombylius pulcher är en tvåvingeart som först beskrevs av Joseph Hannum Painter 1926.  Bombylius pulcher ingår i släktet Bombylius och familjen svävflugor.
Artens utbredningsområde är Texas. Inga underarter finns listade i Catalogue of Life.